# Сельское поселение «Шелопугинское»
Се́льское поселе́ние «Шелопугинское» — муниципальное образование в Шелопугинском районе Забайкальского края Российской Федерации.
Административный центр — село Шелопугино.

## История
Статус и границы сельского поселения установлены Законом Читинской области от 19 мая 2004 года «Об установлении границ, наименований вновь образованных муниципальных образований и наделении их статусом сельского, городского поселения в Читинской области».

## Население
| 2010  | 2011  | 2012  | 2013  | 2014  | 2015  | 2016  |
| ----- | ----- | ----- | ----- | ----- | ----- | ----- |
| 3630  | ↘3611 | ↘3540 | ↘3458 | ↘3341 | ↘3230 | ↘3134 |
| 2017  | 2018  | 2019  | 2020  | 2021  |       |       |
| ↘3045 | ↘2966 | ↘2889 | ↘2831 | ↘2791 |       |       |

## Состав сельского поселения
| № | Населённый пункт | Тип населённого пункта       | Население |
| - | ---------------- | ---------------------------- | --------- |
| 1 | Банщиково        | село                         | ↘93       |
| 2 | Купряково        | село                         | ↘59       |
| 3 | Малышево         | село                         | ↘120      |
| 4 | Шелопугино       | село, административный центр | ↘2513     |